# Jaume Gubianas i Escudé
Jaume Gubianas i Escudé (Navàs, 10 de juny de 1966) és un dissenyador gràfic i il·lustrador català. Dibuixos i vinyetes seus van publicar-se entre altres a la revista Cavall fort i El Pou de la Gallina. També és conegut per a la seva il·lustració d'unes auques a temàtica catalana, un gènere gràfic i literari que considera «com una bona eina d'explicar coses».
Entre les auques creades, destaquen Auca de la Catalunya Nord, text de Ramon Cuéllar i Joan Vilamala, 2005 i Auca de les Quatre Columnes Catalanes, text de Ramon Cuéllar i Joan Vilamala, 2011.

## Cartells
- Cartell de les festes de Sant Antolín 2011[4][5]
- Cartell de la Festa Major de Sants 2022[6]
- Cartell de la Patum 2024[7]